# Theresa de Saxe-Cobourg-Gotha
La princesse Theresa (en allemand : Theresia Christiane Maria Josepha Ignatia Benizia Michaela Gabriele Raphaele Gonzaga von Sachsen-Coburg und Gotha) de Saxe-Cobourg-Gotha, née au château de Walterskirchen, Poysdorf, empire d'Autriche-Hongrie, le 23 août 1902 et morte à Villach, Autriche, le 24 janvier 1990, est une princesse de Saxe-Cobourg-Gotha, membre de la branche dite « brésilienne » de sa famille.

## Famille
La princesse Theresa est la troisième fille et la sixième des huit enfants du prince Auguste de Saxe-Cobourg-Gotha (1867-1922) et de son épouse l'archiduchesse Caroline de Toscane (1869-1945), mariés en 1894. Elle appartient à la branche dite « brésilienne » de sa famille,.
En effet, par sa grand-mère paternelle, la princesse Léopoldine du Brésil (1847-1871), la princesse Theresa est l'arrière petite-fille de l'empereur Pierre II du Brésil (1825-1891) et de son épouse la princesse Thérèse-Christine des Deux-Siciles (1822-1889), dont elle porte le prénom, tandis que, par son grand-père paternel, elle descend du prince Auguste de Saxe-Cobourg-Gotha (1818-1881) et de son épouse la princesse Clémentine d'Orléans (1817-1907).
Ses grands-parents maternels sont l'archiduc Charles Salvator de Habsbourg-Toscane (1839-1892) et son épouse la princesse Marie-Immaculée de Bourbon-Siciles (1844-1899). Dès lors, la princesse Clémentine est apparentée aux maisons de Habsbourg et de Bourbon-Siciles.
Theresa, est la sixième d'une fratrie de huit enfants comprenant : 1) Auguste de Saxe-Cobourg-Gotha (1895-1909), 2) Clémentine de Saxe-Cobourg-Gotha (1897-1975), 3) Marie Caroline de Saxe-Cobourg-Gotha (1899-1941), 4) Rainer de Saxe-Cobourg-Gotha (1900-1945), 5) Philipp Josias de Saxe-Cobourg-Gotha (1901-1985), 6) Léopoldine de Saxe-Cobourg-Gotha (1905-1978) et 7) Ernst de Saxe-Cobourg-Gotha (1907-1978),.

## Biographie

### Jeunesse

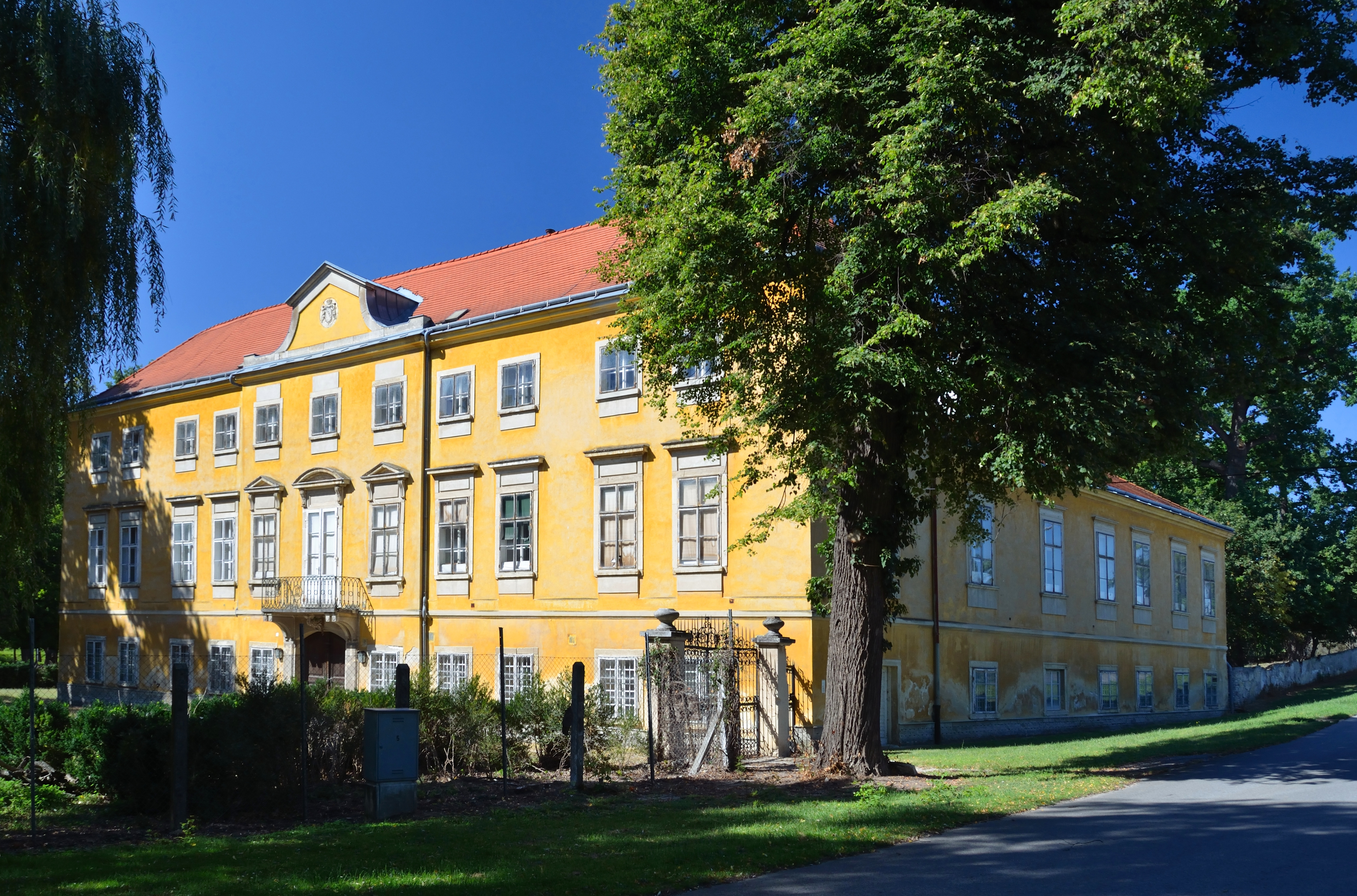
Le château de Walterskirchen où est née Theresa.

La princesse Theresa, née en 1902 au château de Walterskirchen, appartenant à son grand-oncle Philippe de Saxe-Cobourg-Gotha (1844-1921), passe sa jeunesse dans les diverses propriétés des Cobourg, avec ses frères et sœurs. L'harmonie familiale est troublée par la mort, le 22 septembre 1909, des suites d'une maladie pulmonaire, de son frère aîné Auguste à l'âge de 13 ans. Son père, Auguste, officier retiré des marines brésilienne et austro-hongroise, gère maintenant ses domaines et s'adonne à la chasse. Sa mère, l'archiduchesse Caroline, douce et dévote est dévouée à l'éducation de ses enfants. 
Leur mère estime, contrairement à l'usage dans beaucoup de familles royales, qu'une instruction à l'extérieur de la cellule familiale est préférable. Dès lors, Clémentine et sa sœur Theresa sont éduquées dans une institution catholique privée : le couvent du Sacré-Cœur de Pressbaum, près de Vienne. En 1918, la fin de la guerre bouleverse profondément le monde dans lequel Theresa a grandi. À partir de 1919, après la vente du château de Gerasdorf, la famille de la jeune fille réside au château de Schladming en Styrie.

### Mariage et postérité
La princesse Theresa de Saxe-Cobourg épouse à Salzbourg le 6 janvier 1930 Lamoral Freiherr Taxis von Bordogna und Valnigra, issu d'une famille noble de Bergame de barons autrichiens à titre héréditaire depuis 1714, né à Unter-Mais, près de Mérano, le 7 décembre 1900 et mort à Trente le 28 janvier 1966. Le marié est le fils de Omodeo Freiherr Taxis von Bordogna und Valnigra (1872-1948) et de Franziska von Ottenthaler zu Ottenthal (1877-1955).
Le couple a quatre enfants naturalisés brésiliens en 1951, :
1. Carlos Tasso de Saxe-Coburgo e Bragança, né à Gmunden le 16 juillet 1931, auteur de plusieurs publications historiques consacrées aux membres de la maison impériale du Brésil, il épouse en 1956 Denyse Paes d'Almeida (1936), divorce en 1967, sans postérité ; puis il épouse en secondes noces en 1969 l'archiduchesse Walburga d'Autriche-Toscane (1942), ergothérapeute, fille de l'archiduc Georg de Habsbourg-Toscane, dont huit enfants ;
2. Alice de Saxe-Coburgo e Bragança, née au château de Schladming le 7 juin 1936 et morte à Gorizia le 28 août 2013, elle épouse en 1956 Michele comte Formentini (1929), dont trois enfants ;
3. Filipo Tasso de Saxe-Coburgo e Bragança, né à Gmunden le 3 janvier 1939, il épouse en 1981 Ana-Maria Duarte Nunes, dont deux filles adoptives ;
4. Maria Cristina Tasso de Saxe-Coburgo e Bragança, née à Pergine Valsugana le 31 janvier 1945, épouse en 1971 Raimondo Dettori (1943), dont six enfants.

### Entre le Trentin et l'Autriche
En 1933, la princesse Theresa et son mari Lamoral quittent leur résidence de Gmunden pour s'installer à Schladming où le baron reprend la gestion du domaine familial. Le couple se rend en voyage au Brésil en janvier 1938. Peu après le début de la Seconde Guerre mondiale, Theresa et les siens s'installent dans le Trentin, où la famille de son mari possède de nombreuses terres, et y demeurent définitivement. La princesse Theresa est aquarelliste amateur.
Veuve depuis 1966, et dernière survivante de sa fratrie, la princesse Theresa meurt, à l'âge de 87 ans, le 24 janvier 1990 à Villach en Autriche.

## Honneur
La princesse Theresa de Saxe-Cobourg-Gotha est :
- Dame d'honneur et de dévotion de l'ordre souverain de Malte

## Ascendance
|  |                                                 |  |  |  |  |  |  |  |  |  |  |  |  |
|  | 8. Auguste de Saxe-Cobourg-Gotha                |  |  |  |  |  |  |  |  |  |  |  |  |
|  |                                                 |  |  |  |  |  |  |  |  |  |  |  |  |
|  |                                                 |  |  |  |  |  |  |  |  |  |  |  |  |
|  | 4. Auguste de Saxe-Cobourg-Gotha                |  |  |  |  |  |  |  |  |  |  |  |  |
|  |                                                 |  |  |  |  |  |  |  |  |  |  |  |  |
|  |                                                 |  |  |  |  |  |  |  |  |  |  |  |  |
|  | 9. Clémentine d'Orléans                         |  |  |  |  |  |  |  |  |  |  |  |  |
|  |                                                 |  |  |  |  |  |  |  |  |  |  |  |  |
|  |                                                 |  |  |  |  |  |  |  |  |  |  |  |  |
|  | 2. Auguste de Saxe-Cobourg-Gotha                |  |  |  |  |  |  |  |  |  |  |  |  |
|  |                                                 |  |  |  |  |  |  |  |  |  |  |  |  |
|  |                                                 |  |  |  |  |  |  |  |  |  |  |  |  |
|  | 10. Pierre II du Brésil                         |  |  |  |  |  |  |  |  |  |  |  |  |
|  |                                                 |  |  |  |  |  |  |  |  |  |  |  |  |
|  |                                                 |  |  |  |  |  |  |  |  |  |  |  |  |
|  | 5. Léopoldine du Brésil                         |  |  |  |  |  |  |  |  |  |  |  |  |
|  |                                                 |  |  |  |  |  |  |  |  |  |  |  |  |
|  |                                                 |  |  |  |  |  |  |  |  |  |  |  |  |
|  | 11. Thérèse-Christine de Bourbon-Siciles        |  |  |  |  |  |  |  |  |  |  |  |  |
|  |                                                 |  |  |  |  |  |  |  |  |  |  |  |  |
|  |                                                 |  |  |  |  |  |  |  |  |  |  |  |  |
|  | 1. Theresa de Saxe-Cobourg-Gotha                |  |  |  |  |  |  |  |  |  |  |  |  |
|  |                                                 |  |  |  |  |  |  |  |  |  |  |  |  |
|  |                                                 |  |  |  |  |  |  |  |  |  |  |  |  |
|  | 12. Léopold II de Toscane                       |  |  |  |  |  |  |  |  |  |  |  |  |
|  |                                                 |  |  |  |  |  |  |  |  |  |  |  |  |
|  |                                                 |  |  |  |  |  |  |  |  |  |  |  |  |
|  | 6. Charles Salvator de Habsbourg-Toscane        |  |  |  |  |  |  |  |  |  |  |  |  |
|  |                                                 |  |  |  |  |  |  |  |  |  |  |  |  |
|  |                                                 |  |  |  |  |  |  |  |  |  |  |  |  |
|  | 13. Marie-Antoinette de Bourbon-Siciles         |  |  |  |  |  |  |  |  |  |  |  |  |
|  |                                                 |  |  |  |  |  |  |  |  |  |  |  |  |
|  |                                                 |  |  |  |  |  |  |  |  |  |  |  |  |
|  | 3. Caroline Marie de Habsbourg-Toscane          |  |  |  |  |  |  |  |  |  |  |  |  |
|  |                                                 |  |  |  |  |  |  |  |  |  |  |  |  |
|  |                                                 |  |  |  |  |  |  |  |  |  |  |  |  |
|  | 14. Ferdinand II des Deux-Siciles               |  |  |  |  |  |  |  |  |  |  |  |  |
|  |                                                 |  |  |  |  |  |  |  |  |  |  |  |  |
|  |                                                 |  |  |  |  |  |  |  |  |  |  |  |  |
|  | 7. Marie-Immaculée de Bourbon-Siciles           |  |  |  |  |  |  |  |  |  |  |  |  |
|  |                                                 |  |  |  |  |  |  |  |  |  |  |  |  |
|  |                                                 |  |  |  |  |  |  |  |  |  |  |  |  |
|  | 15. Marie-Thérèse de Habsbourg-Lorraine-Teschen |  |  |  |  |  |  |  |  |  |  |  |  |
|  |                                                 |  |  |  |  |  |  |  |  |  |  |  |  |
|  |                                                 |  |  |  |  |  |  |  |  |  |  |  |  |

#### Ouvrages généraux

Blason des Saxe-Cobourg brésiliens.

- Nicolas Énache, La descendance de Marie-Thérèse de Habsburg, Paris, Éditions L'intermédiaire des chercheurs et curieux, 1999, 795 p. (ISBN 978-2-908003-04-8)
- Michel Huberty et Alain Giraud, L'Allemagne dynastique : HESSE-REUSS-SAXE, t. I, Le Perreux-sur-Marne, 1976, 597 p..
- Jean-Fred Tourtchine, Les Manuscrits du CEDRE : Le royaume de Portugal - l'empire du Brésil, vol. III, t. 3, Clamecy, Imprimerie Laballery, 1987, 190 p..
- Olivier Defrance et Joseph van Loon, La Fortune de Dora : une petite-fille de Léopold II chez les nazis, Bruxelles, Racine, 2013 (ISBN 2873868171).

#### Articles biographiques
- (en) Olivier Defrance, « Between Egypt and Europe - The curious fate of Clémentine of Saxe-Coburg and Gotha », Royalty Digest Quarterly, no 4,‎ 2013, p. 1-13 (ISSN 1653-5219).
- Olivier Defrance et Joseph van Loon, « Philipp Josias de Saxe-Cobourg et Gotha, un cousin méconnu de nos rois », Museum Dynasticum, vol. XXX, no 1,‎ 2018, p. 5-21 (ISSN 0777-0936, lire en ligne, consulté le 18 août 2022).
- (en) Olivier Defrance et Joseph van Loon, « The Last Kohary - The life of Philipp Josias of Saxe-Coburg and Gotha », Royalty Digest Quarterly, no 4,‎ 2017, p. 1-12 (ISSN 1653-5219).